# Renfe série S-596

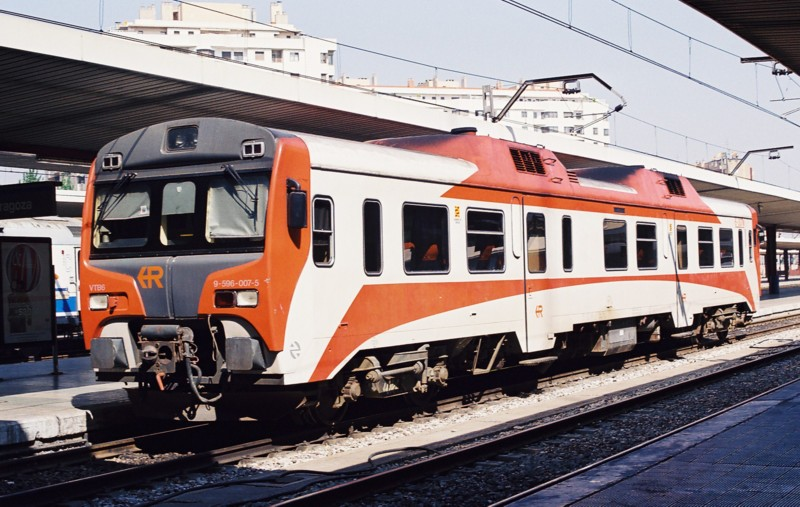
Le 596-007-5 à Saragosse (24 mai 2001).

La série 596 est une série d'autorails de la Renfe, les chemins de fer espagnols.

## Origine de la série
La commande par la Renfe des autorails des séries 592 et 593 sous forme de rames indéformables est une erreur. Très vite, ces autorails se retrouvent en surcapacité sur la plupart des lignes à faible trafic sur lesquelles ils sont engagés. La possibilité de transformer les 593 en rame double, un instant envisagée, ne débouche sur rien. L'idée émerge alors de réaliser un nouveau et moderne Tren Regional Diesel Ligero ou TRDL capable de s'adapter à la demande sur les lignes à faible trafic. Les 593 vont servir de base à cette construction, une rame donnant naissance à deux TRDL. Initialement prévus pour former la série 595 et finalement numérotés dans la tranche 596, ceux-ci vont combiner les solutions techniques traditionnelles, comme la transmission mécanique héritée des 593 et les techniques de pointe, avec l'adoption d'un automate programmable à bord.

## Conception

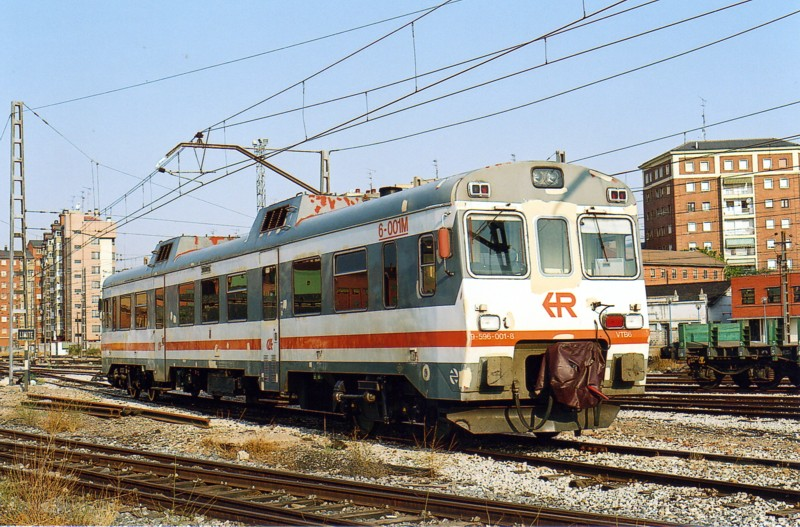
Le 596-001-8 en livrée d'origine à Valladolid. 9 aout 2003

Un groupe de travail est rapidement créé aux ateliers centraux de Valladolid pour étudier la transformation des 593 en TRDL. La caisse, les bogies et les moteurs seront récupérés. Le principal problème est constitué par le groupe générateur, situé dans la remorque intermédiaire. On décide d'installer un groupe générateur autonome neuf, de construction General Electric (mu par un moteur diesel Deutz type BF46), qui permettra d'alimenter les équipements auxiliaires. L'option d'un autorail bi-caisse, un instant envisagée, est vite abandonnée en raison de l'imminence de la livraison des TRD série 594.0. L'automate, en fait un micro-processeur chargé de la régulation du système de traction, est auparavant testé en service commercial sur les 593-045 et 049. Il est censé éviter les erreurs de conduite et améliorer la fiabilité générale de l'ensemble. Extérieurement, les 596 reçoivent la nouvelle livrée Regionales à base de blanc, de gris et d'orange. L'intérieur est entièrement refait, la partie fourgon étant supprimée. À partir de 1998, les nouvelles unités reçoivent un nouveau système de ventilation de l'automate et du générateur et voient la porte frontale de cabine supprimée. Les unités déjà livrées reçoivent ces modifications lors des passages en révision. Les 6 unités livrées neuves à la communauté autonome d'Aragon ont leur volant de manœuvre remplacé par une simple manette dite joystick.
Une première tranche de 12 unités est prévue
- Le 596-001 provient de la reconstruction du 593-055 en 1997
- Le 596-002 provient de la reconstruction du 593-056 en 1997
- Le 596-003 provient de la reconstruction du 593-049 en 1997
- Le 596-004 provient de la reconstruction du 593-045 en 1997
- Le 596-005 provient de la reconstruction du 593-005 en 1998
- Le 596-006 provient de la reconstruction du 593-006 en 1998
- Le 596-007 provient de la reconstruction du 593-001 en 1998
- Le 596-008 provient de la reconstruction du 593-002 en 1998
- Le 596-009 provient de la reconstruction du 593-017 en 1998
- La 596-010 provient de la reconstruction du 593-018 en 1998
- La 596-011 provient de la reconstruction du 593-057 en 1999
- La 596-012 provient de la reconstruction du 593-058 en 1999

Le bon accueil réservé par le public à ces automotrices provoque l'ouverture de négociations pour la livraison d'unités supplémentaires. Dans un premier temps, il est décidé de construire six unités supplémentaires. Les communautés de Galice et de Catalogne se manifestent alors, et le nombre est porté à un total de 12 unités supplémentaires. Ce deuxième lot fait l'objet de transformations spectaculaires. L'UN Regionales, bien décidée à lui donner une identité visuelle spécifique, étudie un carénage spécial aux formes aérodynamiques. La livrée extérieure est totalement repensée, avec un schéma inspiré des 252 ARCO et du prototype 269.8 de Cargas, à base de blanc et d'orange. La 596-013 est la première livrée sous cette forme, la première sous-série étant progressivement mise au type à l'occasion des passages en révision à Fuencarral. Il y a pourtant quelques exceptions, comme le 596-002 qui reçoit la nouvelle décoration en 2003, mais sans autres modifications.
Les TL intéressent d'autres réseaux. Début 2004, les chemins de fer chiliens contactent la Renfe et souhaitent acheter quatre unités dérivées des 596, mais en composition bi-caisse afin d'assurer la continuité des services Terrasur entre Temuco et Puerto Montt.

## Service
Le 596-001 est livré début août 1997 et entame aussitôt une campagne d'essais entre Valladolid et Medina del Campo. Il est rapidement transféré au dépôt madrilène de Cerro Negro, qui procède à des essais très poussés sur Madrid-Guadalajara. Il réalise son premier service commercial sur Madrid-Soria le 28 aout 1997. Après un séjour en Aragon, le prototype rejoint le 596-002 à Madrid. Ces deux premières unités entrent officiellement en service commercial le 28 septembre 1997, sous le nom de Trenes Ligeros (TL). Elles sont rapidement assignées au service de semaine sur Madrid-Soria. Entre le printemps 1998 et aout 1999, les 596 assurent également un service Madrid-Burgos par la ligne directe.
Fin juillet 1998, le 596-006 sort des ateliers de Valladolid. C'est la première unité destinée à la communauté autonome d'Andalousie. Affectée au dépôt de Grenade, elle assure le service Grenade-Guadix-San Francisco de Loja de concert avec les 592. Peu après, les premiers 596 commandées par la communauté d'Aragon arrivent au dépôt de Saragosse. Ils sont engagés sur Canfranc et Teruel à compter du 8 septembre 1998. Faute de matériel électrique en nombre suffisant, on peut aussi les voir sur des Saragosse-Binéfar et des Saragosse-Huesca. Ces premières unités ont un fonctionnement parfois capricieux. Toujours facétieux, les cheminots espagnols leur attribuent le surnom qui leur restera : Tamagochis car « si tu ne t'en occupes pas tout le temps, il meurt » !